# Таргариены
Тарга́риены — королевская династия в произведениях американского писателя-фантаста Джорджа Р. Р. Мартина из цикла «Песнь Льда и Огня» и из примыкающего к нему цикла «Повести о Дунке и Эгге». Историческим прототипом её является Нормандская династия, правившая Англией в 1066—1154 годах.
Таргариены были одной из аристократических семей Валирии, умевших повелевать драконами; согласно преданиям, в их жилах текла драконья кровь. Спустя много лет после падения Валирии Эйегон I Таргариен в месте с своими сестрами вторгся с тремя драконами в Вестерос, покорил 6 государств кроме Дорна, королевства андалов и первых людей и провозгласил себя королём на Железном Троне. Его потомки правили Вестеросом на протяжении почти трёхсот лет. В ходе восстания нескольких великих домов Таргариены были свергнуты, и королём стал Роберт Баратеон.
На знамени Таргариенов изображён трёхголовый дракон, красный на чёрном, три головы его символизируют Эйегона и его сестёр. Их девиз: «Пламя и кровь». Таргариенам принадлежали Красный Замок в Королевской Гавани и островной Драконий Камень — древняя валирийская крепость в Узком Море. В прошлом у них также была летняя резиденция в дорнийских горах — Летний Замок. Характерными чертами представителей рода в Вестеросе, согласно Джорджу Мартину, является удивительная или даже нечеловеческая красота, сиреневые, индиговые или фиолетовые глаза, серебряные с золотым отливом или платиново-белые волосы.

## Ранняя история и завоевание Вестероса
В Валирийском Фригольде Таргариены входили в число сорока знатных и древних домов, борющихся за власть и владеющих драконами, но были далеко не самыми могущественными из них. За двенадцать лет до Рока Валирии дочь нобиля Эйнара Таргариена — Дейнис Сновидица узрела Рок и уговорила отца покинуть Валирию. Эйнар Таргариен продал свои владения во Фригольде и Крае Долгого Лета и переехал со всеми своими жёнами, богатствами, рабами, драконами, братьями, сёстрами и детьми на Драконий Камень — мрачную островную крепость под курящейся горой в Узком море, уже двести лет как бывшую крайним западным владением империи. В самой Валирии этот поступок сочли проявлением слабости и признанием своего поражения. Однако предсказание Дейнис сбылось и Валирия пала.
Таргариены правили Драконьим Камнем в течение следующих ста лет — это время прозвали Кровавым Веком. Положение острова обеспечивало им власть над Черноводным заливом и позволяло Таргариенам и их ближайшим союзникам, Веларионам из Дрифтмарка, обогатиться на поборах с проходящих торговых судов. Корабли Веларионов и ещё одного союзного валирийского дома, Селтигаров с Клешни, стерегли среднюю часть Узкого моря, тогда как Таргариены господствовали в небесах — на спинах своих драконов.
Геймон Таргариен, брат и супруг Дейнис Сновидицы, наследовал Эйнару Изгнаннику и стал известен как Геймон Славный. Сын Геймона Эйегон и его дочь Элейна правили совместно после его кончины. После них лордство последовательно переходило к сыну Эйегона и Элейны, Мейегону, его брату Эйерису и сыновьям Эйериса — Эйеликсу, Бейелону и Дейемиону. Последним из трёх братьев был Дейемион, чей сын Эйерион унаследовал Драконий Камень. Эйерион взял в жёны Валейну Веларион, их единственным сыном и вторым ребёнком был будущий Эйегон Завоеватель. Эйегон взял в жёны обеих своих сестёр, Висенью и Рейенис.
Из пяти вывезенных из Валирии драконов четверо умерли, до дней Эйегона дожил только Балерион. Однако из двух драконьих яиц вылупились ещё драконы, Вхагар и Мераксес.
На протяжении большей части столетия, прошедшего после гибели Валирии, дом Таргариенов был занят по большей части востоком, а не западом, и мало интересовался делами Вестероса. Эйегон I первым задумался о покорении Закатных королевств. За годы до Завоевания он приказал вырезать Расписной стол, имевший форму материка Вестерос с нанесёнными на него географическими объектами. Эйегон и Висенья в юности посещали Цитадель в Староместе, а также участвовали в соколиной охоте на Арборе на правах гостей лорда Редвина. Возможно, они посещали и Ланниспорт.
Когда будущий Завоеватель был ещё молод, Волантис предложил присоединиться ему и его драконам к союзу против других Вольных городов, остатков некогда великой Валирии, но он отказался от этого предложения. Тем не менее, когда армия Волантиса вторглась на земли Тироша, Эйегон со своим драконом Балерионом Чёрным Ужасом присоединился к Штормовому Королю Аргилаку и Пентосу и выступил на стороне Тироша.
На протяжении всей своей предыдущей истории Вестерос был раздробленным. В Век Героев здесь существовали сотни мелких королевств Первых Людей. Позднейшие вторжения андалов и ройнаров, войны между соседними королевствами приводили к переделу границ, но никому не удавалось подчинить себе весь континент.
Ко временам Эйегона Таргариена, однако, на территории Вестероса осталось всего семь государств:
- держава королей Островов и Рек, правил род Хоаров (Железные Острова, Речные Земли, частично Королевские Земли);
- держава Штормовых королей, правил род Дюррандонов (Штормовые Земли, частично Королевские Земли);
- держава королей Утеса, дома Ланнистеров (Западные Земли);
- держава королей Простора, дома Гарденеров (Простор);
- держава королей Севера, дома Старков (Север);
- держава королей Долины, дома Арренов (Долина Аррен);
- держава принцев дорнийских, дома Мартеллов (Дорн).

Аргилак Дюррандон, последний Штормовой Король, попытался заключить с Эйегоном направленный против Хоаров брачный союз. Они вместе воевали против Волантиса, и Аргилак имел возможность оценить, с каким честолюбивым и грозным соседом имеет дело.
Аргилак предложил Эйегону руку своей дочери Аргеллы и в качестве приданого — земли между Божьим Оком, Трезубцем и Черноводной, то есть будущие Королевские земли — ближайшую к Драконьему Камню часть континента. Аргилак считал эти земли своими, и они действительно в течение нескольких веков были частью королевства Дюррандонов, но в последние десятилетия ими владело королевство Островов и Рек. Это означало, что, попытавшись занять их от имени Аргилака или от своего собственного, Эйегон неизбежно ввяжется в войну с королём Островов и Рек Харреном Хоаром, и даже если ему удастся удержаться в этих краях, новое королевство будет служить не более чем буфером между двумя враждебными государствами. Аргелла была единственной дочерью Аргилака, так что дети Эйегона от неё заняли бы и трон Штормового королевства. Эйегона, однако, не устраивало это предложение, и он отказался, заметив, что у него уже есть две жены — вероятно, заключенный по валирийским обычаям брак Эйегона с собственными сёстрами не воспринимался на континенте достаточно серьёзно, по крайней мере, он не помешал Аргилаку предложить Эйегону руку Аргеллы. Эйегон выдвинул встречное предложение: женить на Аргелле его единокровного брата и друга, Ориса Баратеона, а в качестве приданого отдать Крюк Масси и север Штормовых Земель, до Путеводной на юге и до истоков Мандера на западе — то есть земли, контролируемые Аргилаком. Поскольку Орис был незаконнорождённым, то есть человеком низкого, позорного происхождения, Аргилак посчитал это предложение оскорбительным; он в ярости приказал отрубить послу Эйегона руки и отослал их на Драконий Камень в ларце с комментарием «Только эти руки ты от меня и получишь».
Неудачные переговоры с Аргилаком подтолкнули Эйегона к действиям: он созвал своих немногочисленных вассалов, включая лордов Селтигара, Велариона, Бар-Эммона и Масси, устроил с ними совет, провёл демонстративную молитву в септе Драконьего Камня и на седьмой день разослал ультиматум — не одному Аргилаку, а всем королям, в Цитадель Староместа, лордам великим и малым. Эйегон провозглашал себя королём всего Вестероса и требовал склониться перед ним — те, кто его поддержат, сохранят свои земли и титулы, остальные будут низвержены в прах.
Вместе со своими сёстрами-жёнами, Висеньей и Рейенис, Эйегон отправился на завоевание Вестероса. В месте, где они высадились (устье реки Черноводной), впоследствии был основан город, ставший столицей Семи Королевств, — Королевская Гавань. Мелкие окрестные лорды из родов Росби, Стоквортов сдались королям-драконам, в отличие от владетелей Сумеречного Дола из рода Дарклинов, попытавшихся дать сражение. Эйегон вскоре создал Малый Совет — королевское правительство, в состав которого вошел и Орис Баратеон, и разделил армию на три части.
Одна армия во главе с Висеньей Таргариен попыталась завоевать Долину Аррен, но флот завоевателей потерпел сокрушительное поражение в бою у Чаячьего города. Другая армия во главе с Рейенис Таргариен вторглась на территорию Штормовых Земель, где лорд Орис Баратеон разгромил войско Штормового Короля Аргилака и убил в бою самого представителя рода Дюррандонов. Сам Эйегон Завоеватель отправился в Речные Земли, которые подчинялись королю Железных Островов Харрену Чёрному — основателю Харренхолльского замка. Лорд Эдмин Талли и его вассалы, другие речные лорды, перешли на сторону Эйгона и осадили Харренхолл, где Харрен заперся вместе с армией. Эйгон провёл переговоры с Харреном, однако они ни к чему не привели. Однако дракон Эйегона Балерион сжёг Харренхолльский замок, что привело к гибели Харрена, а заодно и к установлению власти Таргариенов над берегами Трезубца.
Противники Таргариенов, король Запада Лорен Ланнистер и король Простора Мерн Гарденер, сумели собрать большую армию и выступить против завоевателей. Эйегон располагал впятеро меньшими силами (8000 мечей), к тому же большая часть его солдат принадлежала речным лордам, лишь недавно перешедшим на его сторону. Несмотря на это, он отправился в поход на юго-запад. У городка Каменная Септа к нему присоединились обе сестры со своими драконами. Войско Эйегона переправилось через Черноводную и столкнулось с объединёнными силами Простора и Западных земель в чистом поле к югу от реки, на месте, где в будущем проляжет Золотая дорога. В итоге грянула битва на Пламенном Поле, в которой Таргариены одержали верх, одновременно выпустив против вражеского войска своих драконов. Король Простора погиб на поле боя, а представитель рода Ланнистеров, попав в плен, присягнул на верность Эйегону, перед которым Хайгарден вскоре раскрыл свои ворота.
Несмотря на это, Король Зимы Торрхен Старк выступил против Таргариенов со своим воинством и расположился лагерем на северном берегу Трезубца. Хотя его брат Брандон Сноу собирался убить драконов, сам Торрхен вскоре переменил свои намерения и присягнул на верность Эйегону. Одновременно Королева Гор и Долины Шарра Аррен укрепила гарнизоны сторожевых замков под Орлиным Гнездом, готовясь к осаде. Однако Висенья совершила поездку на своем драконе в Долину Аррен и сумела с помощью дипломатии заставить Шарру и её сына Роннела покориться завоевателям. Вскоре Эйегон занял Старомест, где Верховный Септон провёл торжественную коронацию завоевателя Вестероса, и сумел покорить Железные Острова, где местные жители выбрали в качестве правителя представителя рода Грейджоев.
Старая и слепая принцесса Дорна Мерия Мартелл во время переговоров с Рейенис отказалась присягнуть на верность захватчикам. Хотя армия Эйегона вторглась в Дорн и заняла замок Мартеллов Солнечное Копьё, дорнийцы вскоре подняли успешное восстание, в ходе которого Рейенис вместе со своим драконом погибла. Война с Дорном окончилась со смертью Мерии Мартелл в 13 году от З. Э.: её пожилой наследник Нимор Мартелл устал от войны и предпочёл договориться о мире. Его дочь Дерия привезла в Королевскую Гавань череп Мераксес и условия мира: Мартеллы не собирались присягать Таргариенам на верность и требовали сохранить суверенитет Дорна. Эти условия возмутили придворных Эйегона, но к открытым условиям прилагалось ещё некое письмо, вручённое лично королю. Прочитав его, Эйегон рассердился, но дорнийские условия принял. Этот договор обеспечил Дорну полтора столетия независимости.

## Правление Таргариенов
Короли из династии Таргариенов (указаны даты правления в годах от высадки Эйегона):
| Имя в официальном переводе АСТ   | Имя в оригинале по изданию Bantam Spectra | Описание, годы правления в хронологии «Песни Льда и Огня» |
| -------------------------------- | ----------------------------------------- | --- |
| Эйегон I Драконовластный         | Aegon I                                   | По прозвищу «Завоеватель», первый король из династии Таргариенов (1—37) |
| Эйенис I Слабый                  | Aenys I                                   | Сын Эйегона I от Рейенис (37—42) |
| Мейегор I                        | Maegor I                                  | По прозвищу «Жестокий», сын Эйегона I от Висеньи (42—48) |
| Джейехерис I                     | Jaehaerys I                               | По прозвищу «Умиротворитель», сын Эйениса I (48—103) |
| Визерис I                        | Viserys I                                 | По прозвищу «Молодой король», внук Джейехериса I (103—129) |
| Эйегон II Старший                | Aegon II                                  | Старший сын Визериса I (129—131). Его права на трон были оспорены его старшей сестрой Рейенирой Таргариен, в связи с чем началась гражданская война, известная как Танец Драконов. Оба претендента погибли в ней. |
| Эйегон III                       | Aegon III                                 | По прозвищу «Губитель Драконов», сын Рейениры (131—157). В его правление умер последний дракон Таргариенов. |
| Дейерон I                        | Daeron I                                  | По прозвищу «Молодой Дракон», старший сын Эйегона (157—161). Подчинил Дорн, но не смог удержать его и умер молодым. |
| Бейелор I                        | Baelor I                                  | По прозвищу «Благословенный», король-септон, второй сын Эйегона III (161—171) |
| Визерис II                       | Viserys II                                | Второй сын Рейениры (171—172) |
| Эйегон IV                        | Aegon IV                                  | По прозвищу «Недостойный», старший сын Визериса II (172—184) |
| Дейерон II                       | Daeron II                                 | По прозвищу «Добрый», сын Эйегона (по другой версии, основанной на слухах, его младшего брата Эйемона по прозвищу «Рыцарь-дракон»). (184—209). Присоединил к королевству Дорн через династические браки. |
| Эйерис I                         | Aerys I                                   | По прозвищу «Книжник», второй сын Дейерона II (209—221). |
| Мейекар I по прозвищу Наковальня | Maekar I                                  | Четвёртый сын Дейерона II Доброго (221—233). |
| Эйегон V                         | Aegon V                                   | По прозвищу «Невероятный» и «Эгг», четвёртый сын Мейекара I (233—259). |
| Джейехерис II                    | Jaehaerys II                              | Второй сын Эйегона V (259—262). |
| Эйерис II                        | Aerys II                                  | По прозвищу «Безумный король», последний король из династии Таргариенов, сын Джейехериса II (262—283) |
| Дейенерис                        | Daenerys I                                | Дочь короля Эйериса II Безумного. После победы над армией мёртвых Дейенерис в союзе с Джоном Сноу вступает в военную кампанию против Серсеи, теряет второго дракона и свою служанку Миссандею, одерживает блестящую победу, но после этого в приступе гнева практически полностью сжигает столицу. После пожара, устроенного Дейенерис, Джон Сноу убивает свою королеву во время поцелуя ударом кинжала в сердце. Разъяренный Дрогон расплавляет Железный Трон, забирает тело Дейенерис и улетает с ним в неизвестном направлении. |

Преемником Эйегона Завоевателя стал его старший сын Эйенис I, рождённый от Рейенис — слабый и болезненный король, при котором в Харренхолле, Долине Аррен и на Железных Островах произошли мощные бунты освободительного характера. Во время его правления лорды и церковные ордена подняли восстание Святого Воинства, одной из причин которого стало инцестуальная связь внутри правящей династии.
Мейегор Таргариен, младший брат Эйениса (сын Висеньи) сначала подавлял восстание как десница, однако вскоре поссорился с королём из — за своей второй женитьбы и удалился в изгнание в Вольные Города. Эйенис умер от болезни в присутствии своей тётки Висеньи на Драконьем Камне и тогда его младший брат взошёл на трон, а заодно и вошёл в историю как Мейегор Жестокий. Именно он выстроил в столице Красный Замок и велел казнить всех строителей. Более того, король-тиран сразил в поединке на драконах своего племянника — бунтаря Эйегона. Пленный средний сын короля Эйениса принц Визерис был выдан третьей жене короля Мейегора Тианне Пентошийской (мастеру над шептунами) и умер от чудовищных пыток с применением чёрной магии в застенках. Последние три из шести жён Мейегора, в том числе и вдова Эйегона принцесса Рейена Таргариен, вошли в историю как Чёрные Невесты. Сам Мейегор был найден мёртвым на Железном Троне в разгар поднятого лордом Штормового Предела Робаром Баратеоном всеобщего восстания.
Несмотря на жестокость Мейегора, покончить с гражданской войной удалось лишь следующему правителю из этой династии — Джейехерису Миротворцу, сыну Эйениса, который объявил амнистию восставшим. Джейехерис со своей сестрой и женой Алисанной и десницей септоном Бартом правил много лет и остался в истории как Старый Король; его правление запомнилось как пора мира и процветания. Именно тогда были построены основные дороги Семи Королевств и была проведена кодификация законов. Хотя почитавшиеся в качестве наследников старшие сыновья короля-миротворца Эйемон и Бейлон умерли при его жизни, а одна из дочерей по имени Сейера и вовсе стала куртизанкой в Лисе. Более того, принц Вейгон — сын Старого Короля стал архимейстером Цитадели.
После смерти Джейехериса согласно решению Великого Совета на трон взошёл его внук — Визерис I. Правление Молодого Короля было спокойным (хотя при Визерисе Первом его младший брат сумел завоевать архипелаг Ступени) в отличие от его личной жизни. Его супруга, Эйемма Аррен, чья мать была одной из дочерей Старого Короля, смогла родить королю только дочь Рейениру и умерла, не оставив после себя сыновей. Девочку с детства воспитывали как будущую королеву Семи Королевств, принцессу Драконьего Камня. На это Визериса убедил пойти его десница сир Отто Хайтауэр из-за своего конфликта с братом короля принцем Дейемоном. Некоторое время спустя Визерис женился во второй раз на дочери десницы Алисент Хайтауэр. Она родила королю трёх сыновей и дочку Хелейну. В своём завещании Визерис назвал Рейениру своей наследницей и будущей королевой и затем умер от недуга.
После его смерти лорд — командующий Королевской Гвардией сир Кристон Коль и королева — вдова Алисента Хайтауэр провозгласили королём младшего брата Рейениры принца Эйегона Старшего. Страна раскололась надвое: одни под именем «чёрных» (Веларионы, Старки и т. д.) встали на сторону Рейениры, другие под именем «зелёных» (Баратеоны, Ланнистеры и др.) — на сторону Эйегона II. Началась грандиозная междуусобная война, получившая название «Пляска Драконов». В ходе конфликта гибли не только простые люди (город Тамблтон в Просторе особенно дважды пострадал), но и прославленные рыцари (Сир Кристон Коль погиб во время одной из битв в Речных Землях), знатные лорды (Рейенира, сумев на время завладеть Железным Троном, отправила на плаху Отто Хайтауэра), представители королевского рода (одноглазый младший брат Эйегона принц — регент Эйемонд Таргариен сложил голову в поединке с Дейемоном в Харренхолле). В итоге Эйегон скормил оказавшуюся у него в плену Рейениру своему дракону Солнечному Огню, но из-за полученных во время войны ранений и травм умер через полгода. Возможно, короля отравил кто-то из его советников во время наступления на Королевскую Гавань армий лордов Трезубца — сторонников Рейениры. За смертью Рейениры наблюдал её маленький сын — Эйегон Младший, который после смерти дяди стал новым правителем при поддержке регентского совета, составленного из бывших сторонников Рейениры (леди Джейн Аррен) и Эйегона II (лорд Тиланд Ланнистер). В ходе ожесточенной войны фактически погибли все драконы. У Эйегона III осталась только маленькая и дряхлая самка, которая вскоре умерла. Поговаривали, что сам король отравил её, но архимейстер Марвин утверждает, что к смерти дракона причастны мейстеры Цитадели.
Старший сын Эйегона III Дейерон I по прозвищу Юный Дракон покорил Дорн — единственный регион Вестероса, сохранявший независимость. Однако дорнийцы вскоре подняли восстание, убив королевского наместника из рода Тиреллов, а позже во время переговоров с ними погиб и сам молодой король. Дорн вновь стал независимым королевством. Престол унаследовал брат погибшего короля Бейелор Благословенный, отличавшийся необыкновенной набожностью и религиозностью и вошедший в историю как святой и чудотворец. Ещё подростком Бейелор Таргариен женился на своей сестре Дейене. Вместо того, чтобы консумировать брак и обзавестись наследником, Бейелор запер жену и ещё двух сестёр в башне. Он совершил путешествие в Дорн и спас от смерти своего родственника королевского гвардейца Эйемона Таргариена по прозвищу Рыцарь-Дракон. Проведя жизнь в постах и молитвах, он умер, оставив престол своему дяде Визерису II, занимавшему пост десницы при трёх королях.
Визерис Второй правил всего год. Следующим королём был его сын Эйегон IV Недостойный, который начал правление, будучи молодым и красивым, и закончил старым и развращённым. Он был женат на своей младшей сестре Нейерис. В браке родились двое детей — сын Дейерон II Добрый и дочь Дейенерис. Помимо законных жены и детей, у короля было девять наложниц и множество бастардов. Четверо из них, а именно Великие Бастарды, сыграли особо важную роль в истории Семи Королевств.
Перед смертью король Эйегон IV узаконил всех своих бастардов. Один из них, принц Дейемон Блэкфайр, ранее получивший от отца меч Чёрное Пламя, поднял восстание, чтобы взойти на престол. В битве на Краснотравном поле он погиб, а его сыновья были изгнаны из Вестероса. Однако потомки Дейемона позже ещё не раз пытались свергнуть Таргариенов.
Король Дейерон Добрый смог присоединить Дорн к Семи Королевствам двумя династическими браками: он женился на дорнийской принцессе Мирии Мартелл, а свою младшую сестру выдал замуж за дорнийского принца Марона Мартелла. В браке Дейерона и Мирии родилось четверо детей: Бейелор Сломленное Копье, Эйерис I, Рейегель и Мейекар.
Крон-принц и наследник Дейерона умер от руки собственного брата во время турнира в Эшфорде. После себя Бейелор оставил двух сыновей — Валарра и Матариса. Принцы вместе со своим дедом, королём Дейероном, умерли во время Великого весеннего поветрия.
Железный Трон занял второй сын Дейерона — Эйерис I. Он был слабым правителем: всё западное побережье Вестероса при нём страдало от набегов железнорождённых во главе с Дагоном Грейджоем. От Бейелора Благословенного Эйериса отличало только то, что он был не религиозным фанатиком, а книжником. Чтению он посвятил большую часть своей жизни, а фактическая власть была в руках у одноглазого десницы короля Бриндена Риверса. Король был женат на Эйелинор, но не консумировал брак и не оставил сыновей. Третий сын Дейерона, Рейегель, был болезненным и слабоумным настолько, что танцевал голышом в залах Красного Замка. Поэтому после смерти бездетного Эйериса I трон перешел к четвёртому сыну Дейерона — Мейекару. Король был суровым и обидчивым и вошёл в историю под прозвищем Наковальня. Он был женат на девушке из дома Дейнов, родившей шестерых детей: Дейерона, Эйериона, Эйемона, Эйегона,Рейгу и Рея. Крон-принц Дейерон был пьяницей и умер от венерической болезни, причем у него была способность видеть пророческие «зеленые сны»; Эйерион был безумен и погиб, выпив дикий огонь; Эйемон, получивший мейстерскую цепь, добровольно отрёкся от престола в пользу младшего брата, уйдя в Ночной Дозор, где стал мейстером Чёрного Замка. После гибели короля во время подавления восстания лорда Пика Железный Трон занял принц Эйегон, который тут же сослал на Стену Бриндена Риверса. Этот монарх, в юности носивший прозвище Эгг, был любим в народе, но правление его было неоднозначным. У него было пятеро детей: Дункан, Джейехерис, Дейерон и дочери Рейела и Шейера. Король вместе со старшим сыном, который был женат на простолюдинке Дженни из Старых Камней, и командиром Королевской Гвардии Дунканом Высоким погиб во время пожара в Летнем Замке, возможно, пытаясь возродить драконов. Трон унаследовал его второй сын Джейехерис. Дочь Эйегона Рейга вышла замуж за лорда Штормового Предела Лионеля из рода Баратеонов и стала бабкой Роберта, Станниса и Ренли.
Джейехерис II, при котором произошла унёсшая жизнь последнего потомка принца Дейемона Блэкфайра Война Девятигрошевых Королей, правил всего три года и умер от болезни. Ему наследовал сын Эйерис II, который остался в памяти народа как Безумный Король. По настоянию отца Эйерис женился на своей сестре Рейеле. В браке родилось трое детей: Рейегар, Визерис и Дейенерис. В молодые годы Эйерис II был красивым, щедрым и обаятельным, хотя легко давал волю гневу. Десницей большую часть его правления был его друг лорд Утёса Кастерли Тайвин Ланнистер. С годами король стал крайне подозрительным, ревнивым и жестоким, склонным к вспышкам ярости. После кровавого подавления восстания Сумеречного Дола, лорды которого из рода Дарклинов на время взяли короля в плен, странности, которые за ним и прежде отмечали окружающие, усилились: Эйерис воспринимал любые непонятные для него события или мельчайшие акты неповиновения как свидетельства ужасного заговора против своей персоны и выдумывал садистские казни с применением дикого огня для тех, кого считал своими врагами.

## Свержение династии
Король Эйерис II страдал психическим расстройством, принимавшим весьма опасные формы. В частности, он был подвержен приступам болезненной жестокости, паранойе и галлюцинациям. Эйерис Второй Таргариен приблизил к себе пиромантов, что также вызывало недовольство среди лордов и в народе.
В 281 году в замке Харренхолле, который принадлежал роду Уэнтов, произошёл знаменитый рыцарский турнир, на котором присутствовал сам Безумный Король, опасавшийся замыслов своего старшего сына принца Рейегара, про которые он узнал от мастера над шептунами евнуха Вариса. Именно на этом турнире принц Драконьего Камня Рейегар Таргариен в качестве победителя провозгласил королевой красоты дочь Хранителя Севера Рикарда Старка Лианну и одновременно в ряды Королевской Гвардии вступил Джейме — старший сын-наследник Хранителя Запада и бывшего десницы Тайвина Ланнистера. Вскоре оказавшийся в Речных Землях принц Рейегар похитил Лианну Старк и сделал её своей пленницей в Башне Радости в Дорне.
Рикард Старк и его старший сын Брандон прибыли в Королевскую Гавань и потребовали у короля Эйериса справедливости, однако были преданы жестокой казни. Более того, Эйерис потребовал, чтобы лорд Орлиного Гнезда и Хранитель Востока Джон Аррен выдал ему на расправу своих воспитанников — Эддарда Старка, после смерти отца и брата ставшего новым лордом Винтерфелла, и Роберта Баратеона, лорда Штормового Предела и жениха Лианны. Однако Хранитель Востока в ответ на это поднял восстание, хотя лорд Графтон из Чаячьего города оказался на стороне лоялистов. Роберт Баратеон сумел поставить на место Графтонов и затем подавить в Штормовых Землях восстание своих вассалов — Грандисонов и Кафференов, а Эддарду Старку удалось прибыть на Север через архипелаг Три Сестры и вооружить своих вассалов. Однако лорд Хайгардена Мейс Тирелл силами своего вассала лорда Рендилла Тарли сумел разбить армию лорда Штормового Предела в битве при Эшфорде и даже осадить на целый год с суши и моря при поддержке Редвинов родовой замок Баратеонов. Несмотря на это, Джон Аррен и Эддард Старк привели свои армии на берега Трезубца и сумели заручиться поддержкой лорда Риверрана Хостера Талли, женившись при этом на его дочках Лизе и Кейтилин. Тем временем десница короля лорд Грифонова Насеста Джон Коннингтон решил пленить Роберта Баратеона в Каменной Септе, однако в ходе Колокольной битвы против союзной армии Винтерфелла и Риверрана потерпел поражение и впоследствии оказался в изгнании, а затем провёл несколько лет в рядах наемников и стал наставником Молодого Грифа.
Несмотря на то, что Колокольная битва не решила исход войны и Таргариены были ещё далеки от поражения, король Эйерис осознал, что имеет дело с реальной угрозой своей власти, крупнейшей со времён Первого восстания Блэкфайра. Он призвал на помощь принца Дорна Ливена Мартелла, доверил остатки армии Коннингтона командующему Королевской Гвардией сиру Барристану Селми и решился на отчаянный шаг — минирование Королевской Гавани силами пиромантов. Вскоре сам Рейегар Таргариен повёл армию лоялистов против мятежников и решился на битву на берегах реки Трезубец. Однако королевская армия потерпела сокрушительное поражение, а сам принц Драконьего Камня в ходе поединка погиб от руки Роберта Баратеона.
Услышав об этом, Безумный Король отослал свою беременную жену вместе с сыном Визерисом на Драконий Камень, но удержал в заложниках свою невестку Элию Мартелл вместе с детьми и готовился уже создать в Королевской Гавани грандиозный пожар на глазах у армии мятежников. Одновременно к стенам столицы Семи Королевств прибыла армия Запада во главе с лордом Тайвином Ланнистером, который до последнего момента держался в стороне. Великий мейстер Пицель убедил Эйериса открыть ворота города, что и привело к катастрофе. В итоге Тайвин Ланнистер учинил разгром в Королевской Гавани, Джейме убил Безумного Короля, да и Элия Мартелл погибла вместе с сыном Эйегоном и дочкой Рейенис от рук Григора Клигана и Амори Лорха. Однако вскоре Эддард Старк в сопровождении передовых отрядов войска повстанцев вошел в столицу, при этом увидев Джейме сидящим на Железном Троне. Затем Роберт Баратеон заключил мир с Тайвином Ланнистером, согласившись жениться на его дочери Серсее.
Одновременно лорд Железных Островов Квеллон Грейджой попытался сбросить власть Железного Трона, но его нападение на Простор провалилось. После этого лорд Винтерфелла принял капитуляцию армии Тиреллов в Штормовых Землях и неудачно в ходе боя с королевскими гвардейцами попытался спасти из плена свою сестру, которая скончалась в Башне Радости. Одновременно брат лорда Роберта Станнис Баратеон захватил Драконий Камень, однако верные люди во главе с сиром Виллемом Дарри сумели спрятать Визериса и его сестру Дейенерис в Вольных Городах.
После своей победы над Таргариенами Роберт Баратеон стал новым правителем Семи Королевств, назначив Джона Аррена королевским десницей и введя своих братьев в состав Малого Совета.

## Брачная традиция
Век за веком Таргариены выдавали сестру за брата — начиная с Эйегона-завоевателя, бравшего в жёны собственных сестёр. Следует хранить чистоту крови. Визерис тысячу раз говорил ей, что в их жилах течёт кровь королей, золотая кровь древней Валирии, кровь Дракона. Драконы ведь не соединялись с полевыми зверями, так и Таргариены не мешали своей крови с кровью простонародья.
— Дж. Мартин. Игра престолов (реплика Дейенерис I)
Чтобы сохранить чистоту валирийской крови, Таргариены старались заключать браки преимущественно внутри собственного семейства, причем наилучшим вариантом считалось взять в жёны свою родную сестру (выйти замуж за родного брата). Дейенис Сновидица была женой своего брата Гейемона, в браке состояли также их общие дети, Эйегон и Элейна. Эйегон I Завоеватель одновременно взял в жёны своих родных сестёр — Висенью и Рейенис. Короли из дома Таргариенов Джейехерис I, Бейелор, Эйегон IV, Джейхейрис II и Эйерис II были женаты на родных сёстрах (Алисанне, Дейене, Нейерис, Шейре и Рейелле соответственно). Сын Эйегона и Висеньи Мейегор женился на племяннице, внучке Эйегона Завоевателя. Вторым мужем принцессы (самопровозглашенной королевы) Рейениры был её родной дядя Дейемон Таргариен. Дейена Непокорная, дочь Эйегона III и жена короля Бейелора, родила сына-бастарда Дейемона Блэкфайра (Таргариена по отцу и матери, но рождённого вне брака) от кузена Эйегона IV.
Дейемон Блэкфайр испытывал романтические чувства к своей единокровной сестре Дейенерис (будущей принцессе Дорна). Также ходили неподтверждённые слухи о романе между королевой Нейерис и её старшим братом, рыцарем Королевской гвардии Эйемоном; по популярной в Вестеросе теории именно он (а не законный муж и одновременно ещё один старший брат Нейерис) являлся отцом будущего короля Дейерона II. Любовниками были единокровные брат и сестра Бринден Риверс и Шира Морская Звезда, бастарды того же Эйегона IV от разных матерей. Дейенерис Таргариен, дочь Безумного короля, до брака с Дрого полагала, что станет женой своего брата Визериса. Также Визерис часто обвинял сестру в том, что она родилась слишком поздно, поэтому Рейегар не смог на ней жениться, и ему пришлось искать невесту среди представительниц других домов. Король Эйгон V пришёл к убеждению, что данный обычай наносит вред его роду, и помолвил своих детей с представителями других знатнейших семейств Вестероса — однако его сын и дочь, влюблённые друг в друга, сбежали, тайно заключили брак и, вступив друг с другом в связь, сделали его расторжение невозможным.
В тех нередких случаях, когда в роду не хватало незамужних женщин, Таргариены старались брать жён валирийского происхождения: например, они трижды женились на женщинах из вассального дома Веларионов; иногда брали жён из Вольных Городов, где также проживали потомки валирийцев. Рейегар Таргариен изначально должен был жениться именно на благородной даме из Вольных Городов — лорд Стеффон Баратеон (Таргариен по матери) погиб именно после бесплодного путешествия по Вольным Городам, где он искал принцу невесту. Женой принца в итоге стала его дальняя родственница Элия Дорнийская (потомок Дейенерис, сестры Дейрона II, выданной за Марона Мартелла).

## Представители рода, непосредственно действующие в произведениях цикла
- Дейенерис Таргариен, прозванная Бурерождённой, Неопалимой, Матерью Драконов, — практически единственная оставшаяся в живых наследница Эйериса Второго, вдова дотракийского кхала Дрого, ведущая активную завоевательную политику. Владелица единственных в мире трёх живых драконов.
- Визерис III Таргариен — брат Дейнерис (вместе с сестрой — единственные оставшиеся в живых Таргариены), назвавшийся Визерисом, третьим носителем этого имени, лордом Семи Королевств, прозванный Нищим Королём и Королём-Попрошайкой. Продал свою сестру в жёны кхалу дотракийцев Дрого в обмен (как он думал) на обещание отвоевать Семь Королевств и свергнуть Роберта Баратеона. Убит на пиру в Вэйес Дотрак, после того как пытался угрожать Дейнерис. Разгневанный кхал Дрого «короновал» его, вылив ему на голову расплавленное золото.
- Эймон Таргариен — мейстер Чёрного Замка в Ночном Дозоре, сын Мэйекара I Таргариена и брат Эйегона V Таргариена (Эгга), в своё время отказавшийся вступить на Железный Трон как старший из выживших сыновей короля Мейекара (двое старших сыновей — Дейерон и Эйерион — умерли при жизни отца), уступив его младшему брату Эйегону, после чего добровольно ушёл в Ночной Дозор. Один из самых старых людей в Семи Королевствах (на момент его смерти в «Пире Стервятников» ему было 102 года).
- Эйгон VI Таргариен — претендент на Железный Трон, сын Рейегара Таргариена, принца Драконьего Камня, внук Эйериса II Безумного Таргариена, племянник Дейенерис Бурерождённой, в конце «Танца с драконами» высадился в Вестерос и его позиция является наиболее выгодной, поскольку в очереди престолонаследия он опережает Дейенерис. Однако вместе с тем до сих пор неясно, действительно ли это принц Эйгон или самозванец.
- Бри́нден Ри́верс, также известный как Кровавый Ворон, — незаконнорожденный сын короля Эйгона IV Таргариена и его шестой фаворитки Милессы Блэквуд. Он был последним известным владельцем валирийского меча Висеньи Таргариен — клинка Тёмная Сестра.

В цикле «Повести о Дунке и Эгге», действие которого развёртывается примерно за восемь десятилетий до начала цикла «Песнь Льда и Пламени», фигурирует Эгг Таргариен (будущий Эйегон V), являющийся одним из двух главных героев, а также его старшие братья — принцы Эйерион и Дейерон, его отец, принц Мейекар (будущий король), и дядя, принц Бейлор.
Кроме того, существует теория о том, что Тирион Ланнистер, на самом деле сын не Тайвина Ланнистера, а Эйриса II Таргариена. «Таргариенство» Тириона, усиливает его позицию как одной из трех «голов дракона», упомянутых в предсказании Дома Бессмертных.

## Телесериалы
Агентство Bloomberg составило рейтинг самых богатых семей в телесериале «Игра престолов», снятого по мотивам цикла «Песнь Льда и Огня». Дом Таргариенов занял в рейтинге первое место благодаря обладанию драконами — по мнению экспертов, «источниками почти несравнимой силы».
Завоевание Таргариенами Вестероса и их правление стало основой сюжета телесериала «Дом Дракона», о начале работе над которым объявили в октябре 2019 года.

## Влияние
В ноябре 2019 года Родриго Пегас, Борха Холгадо и Мария Эдуарда Сантос-де-Кастро Леаль назвали и описали род птерозавров Targaryendraco. Родовое название сочетает в себе отсылку к роду Таргариенов с лат. draco — дракон. Как и у литературных драконов, у найденного образца тёмные кости.
Авторы описания поместили Targaryendraco в собственное семейство Targaryendraconidae, находящееся в составе новой клады Targaryendraconia.